# Lygodactylus ocellatus
Lygodactylus ocellatus este o specie de șopârle din genul Lygodactylus, familia Gekkonidae, descrisă de Roux 1907.

## Subspecii
Această specie cuprinde următoarele subspecii:
- L. o. soutpansbergensis
- L. o. ocellatus